# Мадениет (Абайская область)
Мадениет (каз. Мәдениет) — село в Аягозском районе Абайской области Казахстана. Административный центр Мадениетского сельского округа. Код КАТО — 633465100.

## Население
В 1999 году население села составляло 1218 человек (610 мужчин и 608 женщин). По данным переписи 2009 года, в селе проживало 987 человек (509 мужчин и 478 женщин).

## Известные люди

### В селе родились
- Еркегали Рахмадиев (1930—2013) — казахский композитор, народный артист СССР (1981).